# バンブー/マウンテン
「バンブー/マウンテン」は、日本の歌手たむらぱんの3枚目のシングルである。2010年2月10日発売。発売元はコロムビアミュージックエンタテインメント（現・日本コロムビア）。

## 概要
- 「バンブー」は日本テレビ系「音楽戦士 MUSIC FIGHTER」のパワープレイとして全国オンエア、2月12日には同番組に出演した。
- 初回プレス盤にはロッテ「Fit's」のテレビCMソング「オオカミ少年ケンのテーマ」の限定オリジナルバージョンとなる着うた無料ダウンロードと、ライブツアー「パンタスティックツアー」のバックステージ招待の2種類の特典付き。
- 「バンブー」のPV監督は島田大介。

## 収録曲
（全作詞・作曲・編曲：田村歩美）
1. バンブー [4:43]
2. マウンテン [3:12]
3. パラダイス [3:51]

## 収録アルバム
- オリジナル『ナクナイ』（2010年12月15日）

## タイアップ
- マウンテン：アニメ「ご姉弟物語」オープニングテーマ
- マウンテン：BS日テレ「ボウリング革命 P★League」エンディングテーマ（2010年4月～9月）